# 1933 în film
- 1932 în cinematografie — 1933 în cinematografie — 1934 în cinematografie

## Evenimente
- 2 martie — la New York are loc premiera filmului King Kong
- se înființează British Film Institute
- Ecstasy, un film cehoslovac, șochează publicul când actrița Hedy Lamarr apare dezbrăcată în film.
- The Private Life of Henry VIII devine primul film britanic care câștigă Premiul Oscar american

## Premiere
- El prisionero trece - (Prizonierul treispezece) — filmul este, alături de El compadre Mendoza - (Prietenul Mendoza) și ¡Vámonos con Pancho Villa! – (Haideți cu Pancho Villa!, 1935), parte a Trilogiei Revoluției, fiind realizat de editorul, scenaristul și regizorul de film mexican Fernando de Fuentes Carrau
- Anul 1933 a fost un an deosebit de prolific pentru Fernando de Fuentes Carrau; acesta a realizat, alături de El prisionero trece, încă trei filme:
  - La calandria - (Calendarul)
  - El tigre de Yautepec - (Tigrul din Yautepec)
  - El compadre Mendoza - (Prietenul Mendoza)

## Filmele cu cele mai mari încasări
În Statele Unite
| #             | Titlu              | Studio       | Actori                                                                                       | Încasări   |
| ------------- | ------------------ | ------------ | -------------------------------------------------------------------------------------------- | ---------- |
| 1.            | Queen Christina    | MGM          | Greta Garbo                                                                                  | $2,887,285 |
| 2.            | I'm No Angel       | Paramount    | Mae West                                                                                     | $2,850,000 |
| 3.            | King Kong          | RKO          | Fay Wray, Bruce Cabot și Robert Armstrong                                                    | $2,847,000 |
| 4.            | 42nd Street        | Warner Bros. | Warner Baxter, Ruby Keeler, and Dick Powell                                                  | $2,250,000 |
| 5.            | She Done Him Wrong | Paramount    | Mae West                                                                                     | $2,200,000 |
| 6.            | State Fair         | Fox          | Janet Gaynor                                                                                 | $1,800,000 |
| 7.            | Dinner at Eight    | MGM          | Marie Dressler, John Barrymore, Wallace Beery, Jean Harlow, Lionel Barrymore și Billie Burke | $1,207,068 |
| 8.            | Hold Your Man      | MGM          | Jean Harlow și Clark Gable                                                                   | $1,100,000 |
| 9. (împărțit) | Little Women       | RKO          | Katharine Hepburn                                                                            | necunoscut |
| 9. (împărțit) | Design for Living  | Paramount    | Fredric March, Gary Cooper și Miriam Hopkins                                                 | necunoscut |

## Premii

### Oscar
- Cel mai bun film:
- Cel mai bun regizor:
- Cel mai bun actor:
- Cea mai bună actriță:
- Cel mai bun film străin:

Articol detaliat: Oscar 1933